# Život Konstantinův
Život Konstantinův je staroslověnsky psaný text, legenda o Konstantinovi Filosofovi,   který na sklonku života přijal řeholní jméno  Cyril. Vznikla v 9. století na Velké Moravě a jde o jednu z nejstarších literárních památek v českých zemích i staroslověnských textů vůbec.
Krom Konstantinova života, jeho cesty spolu s bratrem Metodějem z Byzance na Velkou Moravu a průběhu misie se věnuje především obhajobě slovanské bohoslužby, tedy bohoslužby ve staroslověnštině. Tento jazyk vytvořil právě Konstantin na základě nářečí Makedonců z okolí Soluně, kde původně působil. Konstantin a Metoděj totiž museli čelit názorům, přicházejícím zejména z Bavorska, že bohoslužby (a tedy i literatura) by měly být pouze ve třech tehdy "spisovných" jazycích - latině, řečtině či hebrejštině (proto se též hovoří o sporu s "trojjazyčníky").
Na Život Konstantinův navazuje legenda Život Metodějův. Je stručnější, počítá se čtenářovou znalostí Života Konstantinova a popisuje především spory s bavorskými biskupy. Život Konstantinův a Život Metodějův se někdy společně nazývají Moravsko-panonské legendy.
Autorství obou textů není jisté, pravděpodobným autorem je Kliment Ochridský.